# 三都スイ族自治県
三都スイ族自治県（さんと-スイぞく-じちけん）は中華人民共和国貴州省黔南プイ族ミャオ族自治州に位置する自治県。

## 歴史
629年（貞観3年）、県域に婆覧県及び都尚県が設置されたのがこの地における行政区画の所見である。両県は応州に属し、応州刺史は地方豪族の謝元深であった。宋代になると夔州路紹慶府管轄の56羈縻州のひとつとされた。
1289年（至元26年）、元朝は爛土洞に300洞110寨を設置し内附、1291年（至元28年）には爛土洞に定雲府、陳蒙洞に陳蒙州、合江に合江州を設置、雲定府の管轄とした。1734年（雍正12年）、清朝は爛土司地区に三脚屯州同を設置、独山州の管轄とした。1914年（民国3年）、中華民国による県制実施に伴い三脚屯州同は三合県、都江庁は都江県と改称され、1941年（民国30年）6月に両県が合併し三都県が成立している。
1957年1月2日に三都スイ族自治県に改編された。

## 行政区画
- 街道：三合街道、鳳羽街道
- 鎮：大河鎮、普安鎮、都江鎮、中和鎮、周覃鎮、九阡鎮

## 交通

### 鉄道
- 中国鉄路総公司
  - 貴広旅客専用線
    - 三都県駅

### 道路
- 高速道路
  - 厦蓉高速道路
  - S73 三茘高速道路
- 国道
  - G321国道